# هونريوس الثالث

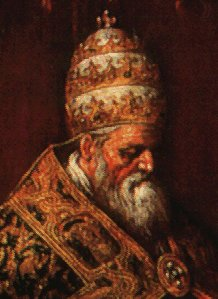
البابا هونوريوس الثالث

البابا هونوريوس الثالث (باللاتينية: Honorius III) ـ (ولد في روما سنة 1148 وتوفي بها في 18 مارس 1227) هو بابا الكنيسة الكاثوليكية من 18 يوليو 1216 إلى 18 مارس 1227.

## دوره في الحملة الصليبية الخامسة
حصلت الحملة الصليبية الخامسة على الدعم من مجمع لاتيران الي انعقد سنة 1215، وبدأ هونوريوس في الإعداد لإطلاق هذه الحملة سنة 1217. وقد فرض البابا على نفسه وعلى الكاردينالات المساهمة بعُشر دخلهم لثلاث سنوات لتغطية النفقات الهائلة التي تطلبتها تلك الحملة، كما فرض على بقية رجال الدين المساهمة بجزء من اثني عشر جزءًا من دخولهم. ورغم أن هذا القرار أدى إلى جمع مبالغ كبيرة من المال، إلا أن هذه المبالغ لم تكن كافية لتمويل الحملة الصليبية الشاملة التي كان يصبو إليها هونوريوس الثالث.
رأى هونوريوس أن الرجل الوحيد في أوروبا القادر على القيام بمهمة استرداد الأرض المقدسة هو تلميذه السابق الإمبراطور فردريك الثاني إمبراطور ألمانيا. وكان فردريك الثاني وحكام آخرون قد قطعوا على أنفسهم عهدًا سنة 1217 باسترداد الأرض المقدسة، غير أن فردريك الثاني حنث بالعهد فاضطر هونوريوس الثالث مجددًا إلى تأجيل موعد انطلاق الحملة.
في أبريل 1220 انتخب فردريك الثاني إمبراطورًا، وفي 22 نوفمبر 1220 توج إمبراطورًا رومانيًا مقدسًا في مدينة روما.
ظل فردريك الثاني على تخاذله رغم ضغوط هونوريوس الثالث وإصراره، وفشلت الحملة على مصر باسترداد المسلمين لمدينة دمياط في 8 سبتمبر 1221.
كان معظم حكام أوروبا منهمكين في حروبهم الخاصة ولم يكن بإمكانهم ترك بلادهم لفترات طويلة. وبعد طول انتظار تحرك الملك أندرو الثاني ملك المجر وتبعه إقلاع أسطول صليبي من منطقة أسافل نهر الراين نحو الأرض المقدسة. وقد استولوا على دمياط وبضعة أماكن أخرى في مصر، ولكن قواتهم افتقرت إلى الوحدة ومزقها التنافس والصراعات بين قادتها وبين بيلاجيوس ـ ممثل البابا ـ مما أدى إلى فشل الحملة.